# Mesec (sura)
Mesec (arabsko Al-Qamar) je 54. sura (poglavje) v Koranu, ki jo sestavlja 55 ajatov (verzov). Je meška sura.
Med opravljanjem molitve (salata oz. namaza) pri tej suri verniki opravijo 3 ruku'jev (priklonov).